# Développement de l’armée
Développement de l’armée (DEVA) est un projet de réorganisation de l’Armée suisse, initié en 2010.

## Histoire
Après Armée 95 (de) et Armée XXI, le DEVA est une nouvelle réorganisation de l’Armée suisse qui a été initiée avec le rapport sur la politique de sécurité du 23 juin 2010 et le rapport sur l’armée du 1er octobre 2010. Ce projet vise à accroître la disponibilité de l’armée, à améliorer l’instruction et l’équipement et à renforcer l’ancrage régional de l’armée dès 2018. En fin de compte, il s’agit d’établir un équilibre durable entre les prestations de l’armée et les moyens financiers dont elle dispose. Le DEVA doit permettre à l’armée d’être en mesure, à l’avenir également, de défendre et de protéger efficacement la Suisse et sa population contre les menaces et les dangers potentiels. La mise en œuvre du projet DEVA doit s’achever pour l’essentiel en 2020. 
La procédure de consultation concernant le DEVA s’est déroulée en automne 2013. Les cantons, les partis politiques, les associations faîtières et d’autres milieux intéressés ont été invités à prendre position au sujet du DEVA et de la révision partielle de la loi sur l’armée qui y est liée. Le message a ensuite été mis à jour puis approuvé par le Conseil fédéral le 3 septembre 2014 à l’intention du Parlement.

## Objectif
Le but du projet est d’axer les missions de l’armée, en tant qu’instrument de sécurité de la Suisse, sur les défis futurs à relever, et ce conformément aux conditions-cadres politiques et juridiques. Le DEVA se concentre donc sur les quatre points suivants :
1. Augmentation de la disponibilité
2. Amélioration de l’instruction
3. Équipement complet
4. Renforcement de l’ancrage régional